# Gershon Kingsley
Götz Gustav Ksinski, más conocido como Gershon Kingsley (Bochum, Alemania, 28 de octubre de 1922-Nueva York, Estados Unidos, 10 de diciembre de 2019), fue un compositor judío-alemán contemporáneo. Conocido en la música popular como uno de los miembros del dueto musical Perrey and Kingsley.
Fue conocido internacionalmente por componer, en 1969, el tema instrumental de música electrónica «Popcorn» (en castellano «Palomitas de maíz»).

## Primeros años
Kingsley nació como Götz Gustav Ksinski en 1922 en Bochum, República de Weimar, hijo de Marie Christina, ama de casa, y Max Ksinski, comerciante de alfombras y pianista. Su padre nació judío y su madre, originalmente católica, se convirtió al judaísmo. Creció en Berlín, donde sus padres tenían una gran tienda de alfombras. Se conocieron en Essen, cuando su padre, de vuelta de Berlín en un viaje de negocios, se dejó caer por un bar de vinos regentado por dos hermanas, una de las cuales pronto se convirtió en la madre de Kingsley. El mayor de los Ksinski había pasado la noche tocando el piano en el bar, tras lo cual el romance floreció rápidamente.
En 1938, mientras sus padres y su hermano se dirigían a Cuba y, finalmente, a Estados Unidos, Kingsley viajó a través de Génova a Palestina y se unió a un kibutz:

Todos éramos muy felices en el kibbutz. Estábamos en Palestina. Fue una gran experiencia estar como en nuestro propio país ("quasi in unserem eigenen Land zu sein"). Por las mañanas trabajábamos en el campo y por las tardes asistíamos a clases de agricultura. La mitad de nosotros éramos chicos, la otra mitad chicas. Hablábamos, bailábamos, estábamos enamorados: éramos libres y los nazis estaban lejos. Era como un oasis. Fue una época maravillosa, maravillosa, maravillosa.
Gershon Kingsley, citado en 2014 por Tobias Feld

Como su padre era judío, huyó de la Alemania nazi en 1938 para instalarse en Palestina-Tierra de Israel, donde este músico autodidacta de 15 años comenzó su carrera musical. Escapó de Alemania unos días antes de la Noche de los Cristales rotos y se unió al kibutz Ein Harod, en la Palestina británica, mientras sus padres se quedaban en esa época. En el kibutz aprendió a tocar el piano. Se unió a la Policía de asentamientos judíos (Notrim) y también tocó jazz en Tel Aviv y Jerusalén. Estudió en el conservatorio de música de Jerusalén. Sus padres y su hermano habían escapado a Cuba, desde donde, finalmente, lograron obtener visados para Estados Unidos, donde Kingsley se reunió con ellos ocho años después. Tras la Segunda Guerra Mundial, Kingsley emigró a Estados Unidos, donde se convirtió en director de espectáculos musicales de Broadway tras graduarse en el Instituto de las Artes de California.

## Carrera musical
La carrera musical de Kingsley despegó con el lanzamiento de The In Sound from Way Out! en 1966, grabado con Jean-Jacques Perrey. El dúo Perrey y Kingsley publicó su siguiente álbum en 1967, titulado Kaleidoscopic Vibrations: Electronic Pop Music From Way Out, y posteriormente tomaron caminos distintos. Emprendiendo una carrera en solitario, Kingsley, en 1969, publicó en Audio Fidelity Records, el álbum 'Music to Moog By', un disco de Moog que consistía principalmente en versiones de canciones como: Scarborough Fair, una balada inglesa, Für Elise de Beethoven (rebautizada como "For Alice Beethoven"), Twinkle, Twinkle, Little Star, una nana inglesa, y finalmente Nowhere Man y Paperback Writer, ambas escritas por los Beatles John Lennon y Paul McCartney. Pero también había material original, como: "Hey, Hey" (compuesta con Janice Eileen Davies), que fue sampleada por RJD2 para la canción "The Horror" o su composición más conocida, Popcorn, que se convirtió en su "canción insignia", otros temas originales del álbum incluyen compuestos por Kingsley: "Sheila", "The First Step" (un tema que se añadió en algunas ediciones antes de Popcorn), "Sunset Sound", "Trumansburg Whistle"
Su siguiente esfuerzo musical fue con una banda llamada First Moog Quartet en 1970: Como resultado de una petición del famoso empresario Sol Hurok para escuchar las capacidades del sintetizador Moog demostradas en vivo. Otros miembros del grupo eran Howard Salat, Stan Free, Eric W. Knight y Ken Bichel. El 30 de enero de 1970, el grupo se convirtió en el primero en tocar música electrónica en el Carnegie Hall. Con la presencia de Robert Moog, les acompañaron otros músicos y cuatro cantantes. Aunque las reacciones fueron diversas, los resultados inmediatos incluyeron una gira universitaria y algunos trabajos interesantes en colaboración con la Boston Pops Orchestra.
Solamente grabaron un álbum en 1970, titulado First Moog Quartet, en Audio Fidelity Records, que consistía en grabaciones en directo de su gira nacional con cuatro sintetizadores Moog. Algunas de estas composiciones son más experimentales, con Spoken word y Beat poetry por ruidos y tonos sintéticos. Posteriormente, Kingsley fue más allá del Moog y fue pionero en el uso de los primeros sintetizadores digitales Fairlight y Synclavier. Y al menos un sencillo de 45 rpm. Arthur Fiedler pidió a Kingsley que escribiera un Concerto for Moog; el cuarteto interpretó la obra, con partitura para cuarteto de sintetizadores y orquesta sinfónica, con la Boston Pops en 1971.

### Baroque Hoedown
A Gershon Kingsley con Perrey también se le atribuye la composición de la canción "Baroque Hoedown", publicada en su álbum de 1967, utilizada por Walt Disney Productions para el Main Street Electrical Parade en sus parques temáticos; y la canción "The Savers", más conocida como el tema del programa de juegos The Joker's Wild de 1972 a 1975 pasaría a la fama en 1968 como la música ganadora del Premio Clio para un anuncio de televisión de las bebidas dietéticas No-Cal. También compuso el logo sting (logo animado acompañado de música) para la WGBH-TV de Boston, que aparece en todo Estados Unidos en la programación de la PBS producida por la emisora.

### Popcorn
Muchos artistas han versionado su canción "Popcorn", entre ellos Hot Butter, The Popcorn Makers, Anarchic System, La Strana Società, Los Pekenikes (1972), Jiri Korn, Klaus Wunderlich (1973), Vyacheslav Mescherin's Orchestra (1979), Magic Men (1983), M&H Band (1988), Slotmachine & Gemini 7, Aphex Twin (1992), Gigi D'Agostino (1994), The Boomtang Boys (1999), Marsheaux (2003), Crazy Frog, Herb Alpert and the Tijuana Brass, Messer Chups (2005), Muse, Chicha Libre (2008), The Muppets (2010), Red Axes (2019), Felipe Orjuela y la Nueva Estudiantina Electrónica (2022) y otros.
La canción se utilizó en la serie de animación soviética Nu, pogodi!. El lanzamiento japonés de Pengo utilizó una interpretación de 8 bits de este tema de Gershon Kingsley. A principios de 2019, el año en que murió Gershon Kingsley, el compositor experimental Blanck Mass eligió "Popcorn" como una de las 10 composiciones más influyentes de su carrera. También es especialmente interesante la versión del grupo de pop italiano La Strana Società de 1972, cuyo conjunto por aquel entonces incluía a Umberto Tozzi, todavía desconocido en aquel momento, pero que más tarde alcanzaría la fama mundial con éxitos como "Gloria", "Tu" y "Ti Amo".

## Discografía
- 1960: Love and Laughter (con Davey Karr & Betty Walker)
- 1962: Helen Jacobson Presents Fly Blackbird Original Cast Album (con Clarence Bernard Jackson)
- 1963: Shoshana!
- 1964: Mozart After Hours (as conductor, arranger, harpsichordist) (con Maureen Forrester & Wiener Akademie Kammerchor)
- 1964: Jan Peerce on 2nd Avenue (arreglista)
- 1965: Fleury — The Isles of Greece (arreglista)
- 1966: The In Sound from Way Out! (con Jean-Jacques Perrey)
- 1966: New Songs of the Auvergne — Netania Davrath
- 1966: Jan Peerce — Art of the Cantor (arreglista)
- 1967: Kaleidoscopic Vibrations: Electronic Pop Music from Way Out (con Jean-Jacques Perrey)
- 1968: Shabbat '68
- 1968: The New Exciting Voice of Sol Zimel — Favorite Jewish Melodies (arreglista)
- 1969: Jan Peerce Neapolitan Serenade
- 1969: Music to Moog By
- 1970: First Moog Quartet
- 1970: Gershwin (Alive & Well & Underground)
- 1971: Greta Keller Sings Love Is A Daydream And Other Songs By Yulya
- 1971: Kaleidoscopic Vibrations: Spotlight on the Moog (relanzamiento del álbum de 1967 Kaleidoscopic Vibrations)
- 1972: Popcorn (con First Moog Quartet)
- 1973: The Best Of The Moog
- 1974: The 5th Cup Featuring Theodore Bikel
- 1975: Incredible Synthesizer
- 1975: The Essential Perrey & Kingsley
- 1980: Julia Migenes Latin Lady (productor, arreglista)
- 1982: Julia Migenes-Johnson Sings Gershwin (arreglista)
- 1986: Much Silence
- 1987: Das Schönste Von Julia Migenes
- 1989: Cruisers 1.0
- 1990: Anima
- 2001: The Out Sound from Way In! The Complete Vanguard Recordings
- 2005: Voices from the Shadow
- 2006: God Is a Moog
- 2007: Vanguard Visionaries: Perrey & Kingsley
- 2012: The Electronic Pop Songs
- 2012: Space Age Computer Music